# Drosophila neocordata
Drosophila neocordata este o specie de muște din genul Drosophila, familia Drosophilidae, descrisă de Magalhaes în anul 1956. Conform Catalogue of Life specia Drosophila neocordata nu are subspecii cunoscute.